# Sulfure de diméthyle
Pour les articles homonymes, voir DMS.
Le sulfure de diméthyle ou diméthylsulfure (DMS) est un composé organosulfuré de formule (CH3)2S. C'est un liquide volatil, inflammable, insoluble dans l'eau et dont la caractéristique principale est une odeur très désagréable à haute concentration. Il apparaît notamment lors de la cuisson de certains végétaux comme le maïs, le chou ou la betterave. Il est également le signe d'une infection bactérienne dans le brassage. C'est un produit de la décomposition du diméthylsulfoniopropionate (DMSP). Il est également produit par le métabolisme bactérien du méthanethiol (CH3SH), notamment dans les flatulences.

## Sources naturelles

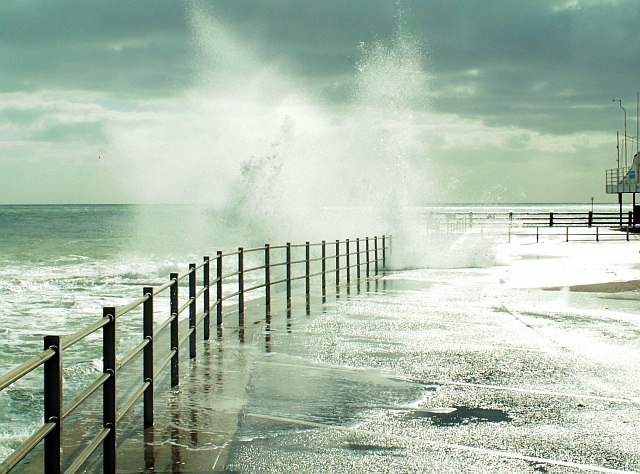
Les embruns marins sont une des sources importantes de sulfure de diméthyle dans l'atmosphère.

Le DMS est le plus abondant des composés biologiques contenant du soufre émis dans l'atmosphère.
Les émissions océaniques jouent un rôle important dans le cycle du soufre. Elles sont principalement issues du métabolisme et de la décomposition du phytoplancton, le DMS est injecté dans l'atmosphère via les embruns marins ou le dégazage.
Sur les continents, du DMS est également produit naturellement par la transformation bactérienne, dont dans les réseaux d'égouts, de déchets contenant du diméthylsulfoxyde (DMSO). Ce phénomène peut conduire à des problèmes environnementaux malodorants.
Le sulfure de diméthyle a été détecté sur Mars dans des échantillons prélevés dans le cratère Gale par le rover Curiosity et dont le contenu organique évoque le kérogène terrestre.
Le JWST a détecté en 2023 des signes permettant d'en supposer la présence sur l'exoplanète K2-18b.

## Devenir dans l'atmosphère
Le DMS est oxydé dans l'atmosphère en une grande variété de composés sulfurés comme le dioxyde de soufre, le diméthylsulfoxyde (DMSO), l'acide sulfonique et l'acide sulfurique.

## Liens avec le climat
Parmi les composés soufrés provenant de l'oxydation du DMS, l'acide sulfurique a la capacité de former de nouveaux aérosols (dits secondaires) qui peuvent agir comme des noyaux de condensation de nuages. Le DMS est la principale source naturelle de sulfates et une source majeure de noyaux de condensation de nuages (CCN) dans l'atmosphère. Selon Charlson et al. (1987), son oxydation joue un rôle majeur dans une boucle de rétroaction climatique et permet ainsi de corréler la production du DMS par le phytoplancton marin et l'albédo nuageuse. Cette hypothèse, connue sous le nom d'hypothèse CLAW, a eu un grand impact sur la recherche en science de l'atmosphère mais a depuis été remise en cause.
Par cette influence sur la formation des nuages, la présence massive et les variations naturelles ou anthropiques de DMS dans l'atmosphère océanique et subcontinentale pourrait avoir un impact significatif sur le climat global de la Terre.

## Odeur
Le DMS a une odeur très caractéristique de chou cuit, qui peut être très incommodante à haute concentration. Son seuil de perception olfactive est très bas : il varie entre 0,02 et 0,1 ppm selon les individus. Il est cependant disponible en tant qu'additif alimentaire servant, en très faible quantité, à donner du goût (arôme alimentaire).
La betterave, le chou, le maïs, les asperges,, et les fruits de mer dégagent du DMS lors de leur cuisson, de même que certains aliments fermentés (fromages, bières et vins). Le phytoplancton produit lui aussi du DMS. Andrew Johnston (université d'East Anglia) a caractérisé l'odeur du DMS comme l'« odeur de la mer ». Il serait plus précis de dire que le DMS est un composant de l'odeur de la mer, un autre étant les phéromones (dictyoptérènes) de certaines algues. Le DMS est également un composé émis par le procédé kraft de transformation du bois en pâte à papier et par l'oxydation de Swern.
On sait depuis 1995 que le DMS libéré par le phytoplancton quand il est mangé par le zooplancton attire les Procellariiformes (les oiseaux de mer à narines tubulaires, dont les albatros, les pétrels et les puffins), eux-mêmes consommateurs de zooplancton,. On suspecte que les baleines à fanons (dont les baleines à bosse, les baleines bleues et les rorquals) repèrent les concentrations de krill de la même façon.

## Applications industrielles
Il est utilisé en raffinage et en pétrochimie pour contrôler la formation de coke et de monoxyde de carbone. Il est employé dans plusieurs synthèses organiques et est un sous-produit de l'oxydation de Swern. Il est également utilisé dans des arômes alimentaires, pour donner du goût. Il peut aussi être oxydé en diméthylsulfoxyde (DMSO), utilisé notamment pour ses qualités de solvant. Le plus gros producteur de DMS est l'entreprise Gaylord Chemical Corporation (en), un maillon important de l'industrie papetière à Bogalusa en Louisiane.

## Sécurité
Le DMS est volatil, inflammable, irritant et a une odeur déplaisante même à faible concentration.

## Cycle du soufre
Robert Charlson, James Lovelock, Meinrat Andreae et Stephen Warren font de cette molécule un élément important du cycle du soufre et de la régulation du climat dans l'hypothèse CLAW.